# Liste des anciens députés bruxellois
Liste des anciens députés bruxellois  au 1er août 2014. 
Il s'agit de membres ne siégeant plus.

## A
- Alain Adriaens (Ecolo)[1],[2],[3]
- Aziz Albishari[4]
- Vic Anciaux (VU)[1] 21.05.1995-27.11.1997
- Eric André (MR)[1],[3] 13.06.04-28.07.2005(†)
- Erik Arckens (Vlaams Blok)[3]
- Paul Arku (FN)[5]

## B
- Marguerite Bastien (Indépendante)[3]
- Richard Beauthier (PSC) (†)[1]
- Jan Béghin (Sp.a)[1],[2],[3],[5]
- Sfia Bouarfa[4]
- Marie-Christine Blanchez (PS)  27.01.1994-21.05.1995
- Jean-Jacques Boelpaepe (FDF)[3]
- Dominique Braeckman (ECOLO)[3],[5],[4]
- Sophie Brouhon[4]
- Alain Bultot (PS)[3]
- Adelheid Byttebier (Groen) 13.06.99-26.05.03[5]

## C
- Danielle Caron[4]
- Françoise Carton de Wiart (PRL-FDF)[1],[2]
- Dolf Cauwelier (Agalev)[1]
- Jos Chabert (CD&V)[1],[2]29.06.99-31.12.01[5]
- Mohammadi Chahid[5],[4]
- Marc Cools (MR)[1],[2],[3]
- Jean-Pierre Cornelissen (MR)[1],[3]
- Simonne Creyf (CVP)[1]

## D
- Alain Daems (ECOLO)[3],[5]
- Mohammed Daïf (PS)[2],[3],[5],[4]
- Bianca Debaets (CD&V)[4]
- Jan De Berlangeer (VU)[1]
- Thierry De Bie (Ecolo)  12.07.1989-17.12.1991
- Philippe Debry (Ecolo)[1],[2]29.06.99-12.01.2001
- Jean-Pierre de Clippele (PRL)[1]
- Jacques De Coster (PS)[1],[2]19.10.2005-7.06.2009
- Willy Decourty23.6.1995-13.06.1999[3],[5]
- Jean-Claude Defossé (Ecolo)[4]
- Magda De Galan (PS)[3],[5]
- Jacques De Grave (MR)  17.12.1991-10.01.1995 / 06.06.1995-13.06.1999[3]
- Michel De Herde (PRL)  13.01.1995-21.05.1995
- Jean De Hertog (CVP)  15.10.1997-13.06.1999
- Yves de Jonghe d'Ardoye (MR)[1],[2],[3],[5]
- Robert Delathouwer (SP-AGA)  31.01.1992-21.05.1995 / 15.09.2003-13.06.2004
- Stéphane de Lobkowicz (cdH)[1],[2],[3],[5]
- Comte Thierry de Looz-Corswarem (FN-NF)[1],[2]
- Francis Delpérée (cdH) 29.06.2004-28.06.2007
- Jean Demannez (PS)[1],[2]29.06.99-07.06.2001
- Bernard de Marcken de Mercken (cdH)[1]
- Michel Demaret (PSC)[1],[2]29.06.99-07.06.2001(†)
- Johan Demol (VB indép)[3],[5],[4]
- Brigitte De Pauw (CD&V)[5],[4]
- Amina Derbaki Sbai (MR)[1],[2],[3],[5]
- Paul De Ridder (N-VA)[4]
- Nicole Dereppe-Soumoy (FDF-ERE) 21.07.1989-21.05.1999
- Evelyne Derny (PRL) 29.05.1993-21.05.1995
- Georges Désir (MR) 12.07.1989-16.12.1991[2]
- Nathalie de T' Serclaes (cdH) 12.07.1989-17.12.1991
- Annick de Ville de Goyet (Ecolo) (†) 17.12.1991-21.05.1995
- August De Winter (VLD) (†)  21.07.1989-21.05.1995
- Christian D'Hoogh (PS) 12.07.1989-12.01.1990
- Anne Dirix (Ecolo)[4]
- Hervé Doyen (cdH)[5],[4]
- André Drouart (Ecolo)[1],[2]
- Josy Dubié (ECOLO)[5]
- Jean-Paul Dumont (†) (PSC)  17.12.1991-21.05.1995
- Michel Duponcelle (Ecolo)[1]
- Françoise Dupuis (PS)[2],[3],[5],[4]
- Ghislaine Dupuis (PS)[1],[2]

## E
- Mustapha El Karouni (MR) 01.07.04-31.08.04 / 29.06.07-07.06.09
- Emile Eloy (FN)[2]
- Frederic Erens (VB)[5]
- Diego Escolar (PS)[1]
- Guy Eylenbosch (PRL) (†) 13.01.1995-21.05.1995

## F
- Daniel Feret (FN) 29.06.2004-17.10.2006
- Julie Fiszman (PS)[5]
- Sylvie Foucart (PS)[1],[2]
- Béatrice Fraiteur (MR) 06.06.1995-13.06.99[3]13.06.04-28.06.04[4]
- Céline Fremault (cdH)[5],[4]
- Roland Frippiat (Indépendant)[2]

## G
- Paul Galand (Ecolo)[1],[2],[3],[5]
- Robert Garcia (SP) 21.07.1989-30.01.1992[2]
- Sven Gatz (VLD)  23.06.1995-13.06.1999[3]
- Isabelle Gelas (MR) 29.06.1999 15.09.2001
- Marie-Rose Geuten (Ecolo) 04.10.2002-13.06.2004
- Nathalie Gilson (MR)[5]
- Leo Goovaerts (VLD)[2]
- Didier Gosuin (FDF)[5],[4]
- Pascale Govers (FDF-ERE)  07.02.1991-21.05.1995
- Rufin Grijp (SP.a)[1],[2]29.06.99-15.09.2003(†)[1]
- Denis Grimberghs (cdH)[2],[3],[5]
- Bernard Guillaume (PRL)[1]
- Andrée Guillaume-Vanderroost (PS)[1],[2]

## H
- Guy Hance (FN)[3]13.06.2004-06.01.2008(†)
- Dominique Harmel (PSC)[1],[2]
- Hervé Hasquin (MR)[1],[2]
- Michèle Hasquin-Nahum (MR)[5]
- Michel Hecq (MR)  22.07.1994-13.06.1999[2]
- Marc Hermans (PS)  12.01.1990-21.05.1995
- Merry Hermanus (PS)  06.06.1995-25.04.1996
- Anne Herscovici (Ecolo)  29.06.1999-30.03.2001 [4]
- Robert Hotyat (PS)[1],[2]
- Alain Hutchinson (PS)[4]
- Charles Huygens (PS)  12.07.1989-14.10.1993
- Évelyne Huytebroeck (Ecolo)[1],[2]14.6.1999-4.10.2002[5],[4]

## I
- Bernard Ide (Ecolo) 27.04.2001-28.06.2004
- Yamila Idrissi (SP.a) 14.11.2003-13.06.2004

## J
- Viviane Jacobs (PS)[1]

## K
- Zakia Khattabi (ECOLO)[4]
- Emir Kir (PS) 7.12.2012-24.5.2014

## L
- Mohamed Lahlali (PS)[5]
- Fouad Lahssaini (Ecolo)[3]
- Guy Lalot (PS)[1]
- Alain Leduc (PS)[1],[2]
- Christian Lejeune (PRL)  17.12.1991-29.01.1993
- Michel Lemaire (cdH)[1],[2],[3]
- Juan Lemmens (Indépendant)[2]
- Jean Leroy (PSC)[1]
- Vincent Lurquin (ECOLO)[4]

## M
- Rachid Madrane (PS)[5]
- Christian Magérus (PS)[1]10.9.2013-24.5.2014
- Albert Mahieu (Indépendant)[3]
- Olivier Maingain (FDF-ERE)  12.07.1989-31.12.1994
- Jacques Maison (FDF-ERE) (†)  12.07.1989-20.08.1994
- Gisèle Mandaila Malamba (FDF)[4]
- Georges Matagne (FN-NF) (†)  06.06.1995-03.12.1997
- Herman Mennekens (OpenVLD) 16.07.2009-16.12.2011 / 12.12.2013-24.5.2014
- Jean-Emile Mesot (PRL)  17.12.1991-21.05.1995
- Geneviève Meunier (Ecolo)[3]
- Claude Michel (MR)[1],[2],[3]
- Alain Michot (FN-NF)[1]
- Pierre Migisha (cdH)[4]
- Isabelle Molenberg (FDF)[2],[3],[5],[4]
- André Monteyne (VLD)  22.07.1994-21.05.1995
- Michel Moock (PS)[3]
- Jacques Morel (ECOLO)[4]
- Ahmed Mouhssin (ECOLO)[4]
- Serge Moureaux (PS)[1]
- Fatima Moussaoui (cdH)[5]
- Anne-Sylvie Mouzon (PS) (†)[1],[2]29.6.1999-14.6.2001[5]23.6.2009-10.9.2013

## N
- Marie Nagy (Ecolo)[1],[2],[4]
- Annemie Neyts-Uyttebroeck (VLD)  12.07.1989-21.07.1994 / 29.06.1999-12.10.2000
- Alain Nimegeers (MR)  05.06.2003-14.07.2003

## O
- Mostafa Ouezekhti (MR) 06.06.1995-13.06.1999[3]

## P
- Joseph Parmentier (PS) (†)[1],[3]13.06.04-15.09.2005(†)
- Léon Paternoster (PS) (†)[1]
- Yaron Pesztat (ECOLO)[3],[5],[4]
- Erland Pison (VB)[5]
- Jacques Pivin (MR)[2]
- Philippe Pivin (MR)[4]
- Edouard Poullet (PSC)[1]
- Olivia P'tito (PS)[5]23.6.2009-7.7.2010

## Q
- Marie-Paule Quix (Sp.a)[5]

## R
- Annie Raspoet (Indépendante) 18.12.1997-13.06.1999
- Souad Razzouk (PS)[5]
- Victor Rens (PS)  17.12.1989-21.05.1995
- Joël Riguelle (cdH)[3],[5],[4]
- Marie-Jeanne Riquet (MR)  05.10.2001-13.06.2004
- François Roelants du Vivier (MR)[1],[2],[3],[5]
- Mahfoudh Romdhani (PS)[2],[3],[5]
- Audrey Rorive (FN)[3],[5]
- Philippe Rozenberg (Indépendant)[2],[6]

## S
- Louis Saelemaekers (PS) 18.11.1993-21.05.1995
- Fatiha Saidi (PS)[3],[5]
- Françoise Schepmans (MR)[2],[3],[5],[4]
- Marie-Jeanne Schoenmaekers (CVP)  12.07.1989-31.01.1992
- Patrick Sessler (FN) 18.01.08-07.06.09
- Valérie Seyns (VB)[5]
- Jacques Simonet (MR) (†)  12.07.1989-04.01.1995 / 29.06.2004-14.06.2007
- Christian-Guy Smal (FDF-ERE)  17.12.1991-21.05.1995
- Pascal Smet (Sp.a) 11.6.2014-22.07.2014
- Philippe Smits (MR) 19.06.1992-21.05.1995[2],[3]
- Jean-Louis Stalport (PS) (†) 12.07.1989-01.01.1994
- Marie-Laure Stengers (MR)  12.07.1989-16.12.1991[2]

## T
- Anne-Françoise Theunissen (Ecolo)[3]
- Freddy Thielemans (PS)[2],[4]
- Jean-Louis Thys (PSC) (†)[1]
- Éric Tomas (PS) 29.06.1999-01.01.2002[5],[4]

## V
- Anne Van Asbroeck (SP.a) 26.02.1999-13.06.1999 / 06.06.2003-13.11.2003
- Philippe van Cranem (MR)  13.01.1995-21.05.1995 / 06.06.2003-13.06.2004
- Walter Vandenbossche (CD&V)[1],[2],[5],[4]
- Elke Van den Brandt (Groen)[4]
- Michiel Vandenbussche (SP)[1]21.05.1995-25.02.1999(†)
- Jacques Vandenhaute (PRL) 12.07.1989-17.12.1991
- Didier van Eyll (MR)[1],[2],[3]
- Vincent Vanhalewyn (ECOLO) 8.1.2010-20.12.2012
- Joris Van Hauthem (Vlaams Blok) 12.07.1989-24.03.1994
- Guy Vanhengel (OpenVLD)[2]29.06.1999-12.10.2000
- Greet Van Linter (ex-VB)[4]
- Anne-Marie Vanpévenage (MR) 19.10.1994-21.05.95[2]
- Jean-Luc Vanraes (OpenVLD)[5]23.6.2009-15.07.2009 / 16.12.2011-12.12.2013
- Michel Van Roye (Ecolo) 12.01.2001-13.06.2004
- Monique Van Tichelen (PS)[1]
- Roeland Van Walleghem (Vlaams Blok) 22.04.1994-21.05.95[2]
- Eric van Weddingen (MR) 12.07.1989-16.12.1991[2]
- Benoît Veldekens (PSC)[2]
- Rudi Vervoort (PS) 29.06.1999-07.05.2013
- Carine Vyghen (MR) (†) 29.06.2004-29.12.2007

## W
- Magdeleine Willame-Boonen (PSC)[1],[2]
- Bernadette Wynants (Ecolo)[3]

## Z
- Alain Zenner (MR) 17.12.91-20.05.03 / 14.07.03-13.06.04[5]